# Vossieuscelus
Vossieuscelus es un género de coleóptero de la familia Attelabidae.

## Especies
Las especies de este género son:
- Vossieuscelus cayennensis
- Vossieuscelus fontebouensis
- Vossieuscelus huanucus
- Vossieuscelus limbatus
- Vossieuscelus lineatus
- Vossieuscelus loretoensis
- Vossieuscelus nigrorufus
- Vossieuscelus nigroscutellaris
- Vossieuscelus notatus
- Vossieuscelus seminiger
- Vossieuscelus subfasciatus
- Vossieuscelus verticalis